# Lordiphosa peniglobosa
Lordiphosa peniglobosa är en tvåvingeart som först beskrevs av Kumar och Gupta 1990.  Lordiphosa peniglobosa ingår i släktet Lordiphosa och familjen daggflugor. Inga underarter finns listade i Catalogue of Life.